# Марш, Джеймс
Джеймс Марш (англ. James Marsh) — британский кинорежиссёр, известный по документальному фильму «Человек на канате», получившим премию «Оскар» за лучший полнометражный документальный фильм, и фильму 2014 года «Вселенная Стивена Хокинга», выигравшим множество наград.

## Биография
Марш родился в Труро, Корнуолл. Когда ему было 10 лет, его отец стал «перерожденным христианином» и по словам Марша в этой культуре очень много подавления. Марш получил стипендию в Оксфордском университете и закончил со степенью по английскому языку.
Марш живёт в Копенгагене вместе со своей женой и двумя дочерьми.

## Карьера
Свою режиссёрскую карьеру он начал с нескольких документальных фильмов для BBC. Его первым документальным фильмом стал Troubleman — The Last Years of Marvin Gaye об известном музыканте Марвине Гэе, застреленном собственным отцом. В 1990 году вышел его документальный фильм «Аниматор Праги» (The Animator of Prague) о чешском режиссёре Яне Шванкмайере, вошедший в цикл передач BBC о Восточном блоке. К ранним документалкам Марша относятся также фильм о пристрастиях Элвиса Пресли в еде The Burger & the King: The Life & Cuisine of Elvis Presley, а также картина о музыканте Джоне Кейле.
Его фильм «Король» с Гаэлем Гарсия Берналем в главной роли был показан на Каннском кинофестивале 2005 года в рамках программы «Особый взгляд».
В 2008 году вышел документальный фильм «Человек на канате» о Филиппе Пети, прошедшим на канате между башнями Всемирного торгового центра. Фильм получил премию «Оскар» за лучший документальный полнометражный фильм, премию BAFTA и множество других наград. Его документальный фильм 2011 года Проект Ним был номинирован на премию BAFTA за лучший документальный фильм.
В 2009 году он снял одну из частей фильма «Красный райдинг» для канала Channel 4.
В 2014 году вышел фильм о жизни Стивена Хокинга «Вселенная Стивена Хокинга» с Эдди Редмэйном в главной роли. Фильм получил множество наград, включая номинацию на премию «Оскар».
В 2021 году стало известно, что Марш станет режиссёром биографического фильма о Сэмюэле Беккете «Dance first».

## Фильмография
| Год  | Название фильма                 |
| ---- | ------------------------------- |
| 1999 | Висконсин: Путешествие к смерти |
| 2005 | Король                          |
| 2008 | Человек на канате               |
| 2011 | Проект Ним                      |
| 2012 | Тайный игрок                    |
| 2014 | Вселенная Стивена Хокинга       |
| 2018 | Гонка века                      |
| 2018 | Король воров                    |
| 2024 | Гении                           |